# Shark (gioco)
Shark è un gioco da tavolo prodotto originariamente da Flying Turtle nel 1987, e successivamente da Ravensburger. Il gioco è stato selezionato fra i cinque finalisti per il miglior gioco allo Spiel des Jahres 1987
I giocatori impersonano degli investitori che comprano e vendono certificati azionari delle quattro aziende presenti nel gioco, che possono salire e scendere di valore in base alle mosse dei giocatori. La dinamica del gioco richiama quella di Acquire.

## Contenuto
- Tabellone di gioco con sopra una griglia quadrata 12x12 raffigurante il mondo divisa in 6 zone dove posizionare i blocchi grattacielo, otto spazi dove posizionare i certificati azionari e il disegno di un grattacielo da 16 piani che indica il valore azionario di ogni multinazionale.
- 4 pedine colorate (blu, giallo, verde, rosso)
- 72 blocchi grattacielo (18 per colore)
- 140 certificati azionari (35 per colore)
- 1 dado da 6
- 1 dado colorato (blu, giallo, verde, rosso, bianco e nero)
- Banconote nei tagli da 1000, 5000, 10.000 e 50.000 FT (25 per ogni taglio)[2].
- 1 regolamento

## Svolgimento
Il turno di gioco si articola in diverse fasi:
1. Prima di tirare i dadi il giocatore può acquistare o vendere titoli azionari sino a un massimo di cinque per turno, per tutte le multinazionali quotate almeno un punto sul mercato azionario; il valore delle azioni dipende da quanti grattacieli sono posizionati sul tabellone per ogni multinazionale (1000FT per ogni punto di quotazione).
2. Dopo aver tirato entrambi i dadi il giocatore deve piazzare la pedina grattacielo del colore indicato dal dado colorato nella zona del globo indicata dal dado numerato. Più grattacieli dello stesso colore posti vicino formano una catena societaria, facendo aumentare il valore della multinazionale. Se il grattacielo viene posizionato in modo da unire due catene societarie di diverso colore, quella con il minor numero di grattacieli viene tolta dal tabellone facendo diminuire di conseguenza il valore delle azioni collegate.
3. Se dei certificati azionari perdono valore, tutti i giocatori ad eccezione di quello in turno dovranno pagare alla banca 1000$ ad azione per ogni punto di quotazione perso. Tutti i giocatori invece incasseranno 1000$ ad azione per ogni punto di quotazione guadagnato da una multinazionale.
4. Prima di terminare il suo turno il giocatore può nuovamente acquistare o vendere titoli azionari sino al massimo di cinque.

La partita si conclude quando una multinazionale raggiunge la massima quotazione azionaria (quindici punti), oppure quando tutte le pedine grattacielo di un unico colore sono state utilizzate (posizionate sul planisfero o rimosse definitivamente). Viene proclamato vincitore il giocatore più ricco sommando soldi e valore dei certificati azionari.